# Міжнародний день танцю
Міжнародний день танцю — це всесвітнє свято танцю, створене Танцювальним комітетом Міжнародного театрального інституту (англ. International Theatre Institute, ITI), головним партнером виконавського мистецтва ЮНЕСКО. Подія відбувається щороку 29 квітня, що є річницею від дня народження французького балетмейстера Жана-Жоржа Новера (1727—1810), творця сучасного балету. День прагне заохотити участь та освіту в танцях за допомогою заходів та фестивалів, що проводяться у ці дні у всьому світі. ЮНЕСКО офіційно визнає ITI творцями та організаторами заходу.

## Про свято
Щороку, з моменту його створення в 1982 році, вибирають видатну танцювальну особистість, щоб вона написала повідомлення до Міжнародного дня танцю. ITI також створює флагманський захід у вибраному місті-господарі, на якому проводяться танцювальні вистави, навчальні майстер-класи, гуманітарні проєкти та виступи послів, сановників, танцювальних особистостей та обраного автора повідомлення на той рік.
Цей день є святковим днем для тих, хто здатен побачити цінність і значення танцю, як виду мистецтва і діє як сигнал для урядів, політиків та установ, які ще не визнали його цінності для людей.

## Події
Щорічно, з 1992, у Міжнародний день танцю проводиться Конкурс «Benois de la Danse» (Бенуа танцю) — один з найпрестижніших балетних конкурсів.